# 美属萨摩亚旗帜
美屬薩摩亞旗幟（英語：Flag of American Samoa）是美國自治邦美屬薩摩亞（又称东萨摩亚）的官方旗幟，於1960年4月启用，以取代美國國旗。該旗幟由一块指向左中方的紅邊白色三角形、一隻緊抓著戰鬥用棍棒和驅蠅用撣子的白頭海鵰以及兩個分別位於旗幟上方和下方的深藍色直角三角形組成。旗幟上使用的顏色均是美國和薩摩亞的傳統顏色。

## 歷史
在歐洲人於18世紀後期首次踏足薩摩亞群島之前，當地並沒有使用任何旗幟。後來薩摩亞在19世紀初期首次制定多面能夠代表該地方的旗幟，但由於缺乏足夠的文獻記載使後世無法知道當時他們最終採用哪面旗幟。隨後德意志帝國、英國和美國於整個19世紀一起爭奪薩摩亞群島，三國為了使這個爭議能夠平息便在1899年舉行三方會議（Tripartite Convention），並於該會議上決定把該群島一分為二。美國透過這場會議因而正式統治薩摩亞群島東部（而西部則由德意志帝國管轄），並把該地方稱作美屬薩摩亞。後來美國在1900年4月27日首次在當地升起美國國旗，而該旗幟於1960年之前一直是美屬薩摩亞的唯一官方旗幟。
隨著本土薩摩亞人於20世紀中旬開始在地方政府中取得更為積極和活躍的地位，因此當地政府便開始研究採用新旗幟的可行性並邀請本地居民提出建議。後來美屬薩摩亞政府決定與美國陸軍紋章學會（U.S. Army Institute of Heraldry）合作設計新旗幟，並把部分當地民眾所提交的設計建議納入到其當中。最終新旗幟於1960年4月27日，即美國在美屬薩摩亞首次升起美國國旗的60年後正式採用。

## 象徵意義
美屬薩摩亞旗幟中紅色、白色和藍色均為美國和東薩摩亞的傳統用色；旗幟上的白頭海鵰雖然並沒有在當地境內棲息，但他依然被用於美屬薩摩亞旗幟上以代表其宗主國美國。在該旗幟上的白頭海鵰緊抓著兩件薩摩亞象徵，這個圖案不但代表著美國國徽，也間接提到美國對美屬薩摩亞的監護。這兩件薩摩亞民族象徵物分別是名為瓦托基（Uatogi）的戰鬥用棍棒以及名為富埃（Fue）的蠅拂，其中瓦托基代表政府的權力，而富埃則象徵著傳統薩摩亞酋長的智慧。

## 外部連結
- 美屬薩摩亞官方網站 （页面存档备份，存于）